# رياعة
الرَّيَّاعة أو الإنْقِران (الاسم العلمي: Syzygium)، هو جنس من النباتات المُزهرة التي تنتمي إلى فصيلة الآسية. يتألف الجنس من نحو 1200-1800 نوع، وله نطاق محلي يمتد من إفريقيا ومدغشقر عبر جنوب آسيا شرقًا عبر المحيط الهادئ. يوجد أكبر تنوع له من ماليزيا إلى شمال شرق أستراليا، حيث العديد من الأنواع غير معروفة بشكل جيد للغاية والعديد منها لم يتم وصفها من الناحية التصنيفية.

## الأنواع
من أنواعه:
- رياعة كمونية
- رياعة غينية
- جنبوزة